# Yeah Yeah Yeahs (EP)
Yeah Yeah Yeahs är en självbetitlad EP av det amerikanska rockbandet Yeah Yeah Yeahs, släppt 2001 på gruppens eget skivbolag, Shifty. EP:n är ofta felaktigt kallad för Master eftersom detta ord står i halsbandet som omslagskvinnan bär.

## Låtlista
1. "Bang!" – 3:09
2. "Mystery Girl" – 2:54
3. "Art Star" – 2:00
4. "Miles Away" – 2:16
5. "Our Time" – 3:19

## Personer
- Brian Chase, trummor
- Nick Zinner, gitarr
- Karen O, sång